# Circonscription de Plateau nord - Caluire
Pour un article plus général, voir Liste des circonscriptions métropolitaines de Lyon.
La circonscription de Plateau nord - Caluire est l'une des 14 circonscriptions métropolitaines que compte la métropole de Lyon, située en région Auvergne-Rhône-Alpes.
Elle est représentée au conseil de la métropole de Lyon par 8 conseillers métropolitains, elle a été créée en 2020 pour la tenue des premières élections métropolitaines.

## Description géographique
La circonscription ainsi que son nombre de conseillers sont définis par l'annexe tableau n°8 du code électoral. Elle comprend les communes suivantes :
- Caluire-et-Cuire
- Rillieux-la-Pape
- Sathonay-Camp

## Historique des élections

### Élection de 2020
|                                                                              |                          |                          |              |              |             |             |        |  |  |
| Tête de liste                                                                | Tête de liste            | Liste                    | Premier tour | Premier tour | Second tour | Second tour | Sièges |  |  |
| Tête de liste                                                                | Tête de liste            | Liste                    | Voix         | %            | Voix        | %           | Sièges |  |  |
|                                                                              | Philippe Cochet          | LR                       | 7 134        | 39,24        | 7 045       | 52,75       | 7      |  |  |
| Pour vous, Pour nos communes, Vos maires ensemble - Pour une Métropole juste |                          |                          | 7 134        | 39,24        | 7 045       | 52,75       | 7      |  |  |
|                                                                              | Séverine Hemain          | EÉLV                     | 3 468        | 19,07        | 3 929       | 29,42       | 1      |  |  |
| Maintenant la Métropole pour nous                                            |                          |                          | 3 468        | 19,07        | 3 929       | 29,42       | 1      |  |  |
|                                                                              | André Valentino          | PS - PCF - G.s - ND - PP | 1 877        | 10,32        | 3 929       | 29,42       | 1      |  |  |
| C'est la gauche unie                                                         |                          |                          | 1 877        | 10,32        | 3 929       | 29,42       | 1      |  |  |
|                                                                              | Cécilia Sanchez          | LREM diss. - PRG         | 1 920        | 10,56        | 1 790       | 13,40       | 0      |  |  |
| Ensemble avant tout                                                          |                          |                          | 1 920        | 10,56        | 1 790       | 13,40       | 0      |  |  |
|                                                                              | Emmanuelle Pelluet       | LREM - MoDem - UDI       | 2 428        | 13,35        | 591         | 4,43        | 0      |  |  |
| Un temps d'avance                                                            |                          |                          | 2 428        | 13,35        | 591         | 4,43        | 0      |  |  |
|                                                                              | Cécile Bene              | RN - PCD                 | 977          | 5,37         |             |             |        |  |  |
| La Métropole du bon sens                                                     |                          |                          | 977          | 5,37         |             |             |        |  |  |
|                                                                              | Didier Quilichini        | LO                       | 197          | 1,08         |             |             |        |  |  |
| Faire entendre le camp des travailleurs                                      |                          |                          | 197          | 1,08         |             |             |        |  |  |
|                                                                              | Marie Beni               | DVC                      | 180          | 0,99         |             |             |        |  |  |
| Positivons Lyon Métropole                                                    |                          |                          | 180          | 0,99         |             |             |        |  |  |
|                                                                              |                          |                          |              |              |             |             |        |  |  |
| Votes valides                                                                | Votes valides            | Votes valides            | 18 181       | 98,16        | 13 355      | 98,75       |        |  |  |
| Votes blancs                                                                 | Votes blancs             | Votes blancs             | 114          | 0,62         | 103         | 0,76        |        |  |  |
| Votes nuls                                                                   | Votes nuls               | Votes nuls               | 226          | 1,22         | 66          | 0,49        |        |  |  |
| Total                                                                        | Total                    | Total                    | 18 521       | 100          | 13 524      | 100         | 8      |  |  |
| Abstention                                                                   | Abstention               | Abstention               | 31 444       | 62,93        | 36 487      | 72,96       |        |  |  |
| Inscrits / participation                                                     | Inscrits / participation | Inscrits / participation | 49 965       | 37,07        | 50 011      | 27,04       |        |  |  |